# フジテレビ月曜7時枠の連続ドラマ
フジテレビ月曜7時枠の連続ドラマ（ - げつようしちじわくのれんぞく - ）は、過去10期にわたってフジテレビ系列の月曜19:00 - 19:30（または19:54。JST）に放送されたテレビドラマの枠である。
なお、月曜19:30 - 20:00枠に放送されたドラマは、
また中断中のアニメに関しては、

## 歴史
- この枠は開局当時からドラマを放送、おおむね国産ドラマや海外作品を放送していたが、国産でヒットしたのは、処女作『つんころ大助』や、月曜19:30から移動した特撮作品『マグマ大使』程度であった。
- バラエティ番組やクイズ番組で中断後、1970年7月6日開始の『金メダルへのターン!』から再開、この時期は青春物が多かったが、アニメのために度々中断（『金メダル』は枠移動&復帰）、ヒット作も海外作品『名犬ラッシー』程度、その後は音楽番組やアニメでしばらく中断する。
- 2年半の中断後は特撮作品や、角川映画系統作品を放送。月曜19:30から移動した『エプロンおばさん』は、移動約1ヶ月で終了し、30分ドラマは終了する。
- それから21年半後の2004年10月11日に、1時間ドラマ『ほんとにあった怖い話』（第2シリーズ）を放送するものの、半年で終了し、ドラマは事実上終了した。そしてこの後は水曜23:00から『ネプリーグ』が移動、次第に人気を上げた。
- 一部の系列局（特にクロスネット局）においては同時刻に他系列番組を放送するなどローカル編成だったために時差ネットまたは未放映であった。

## 作品リスト
▲マークは海外作品。

### 第1期
- 僕んち物語（1959年4月6日 - 12月28日）
- 平端児キッド（1960年1月4日 - 1月18日）▲
- つんころ大助（1960年1月25日 - 1961年8月28日）
- 月笛日笛（1961年9月4日 - 1962年3月12日）
- 龍虎八天狗（1962年3月19日 - 8月27日）
- ブロンディ（1962年9月3日 - 10月15日）▲
- ミスター・エド（1962年10月22日 - 1964年4月13日）▲
- シスコげらげら劇場（1964年4月20日 - 7月27日） - 『ついてこい! 藤吉』と改題し、水曜19:30に移動。

ドラマ中断。この間は海外アニメ『月曜まんが大会』、海外特撮人形劇『海底大戦争→トニーの海底大戦争』、音楽番組『平凡 歌のバースデーショー（第2期）』『歌のゴールデンショー』を放送。

### 第2期
- わんぱくフリッパー（第1期）（1966年6月6日 - 1967年3月27日）▲ - 枠交換で月曜19:30へ移動。
- マグマ大使（1967年4月3日 - 9月25日） - 枠交換で月曜19:30より移動。なお7月3日以降は再放送。

ドラマ中断。この間はアニメ『ちびっこ怪獣ヤダモン』を放送。

### 第3期
- わんぱくフリッパー（第2期）（1968年4月1日 - 9月30日）▲
- せっかちネエヤ（1968年10月7日 - 1969年3月31日）

ドラマ中断。この間はクイズ番組『巨泉のスター百面相』、歌合戦番組『日清ちびっこのどじまん』、日替わりバラエティ番組『夜のゴールデンショー』（月 - 木）、クイズ番組『親子を合わせるベシ!』を放送。

### 第4期
- 金メダルへのターン!（1970年7月6日 - 9月28日） - 木曜19:00へ移動。

ドラマ中断。この間はアニメ『のらくろ』を放送。

### 第5期
- 金メダルへのターン!（1971年4月5日 - 9月27日） - 木曜19:00より再び移動。
- レモンの天使（1971年10月4日 - 1972年3月27日）

ドラマ中断。この間はアニメ『国松さまのお通りだい』を放送。

### 第6期
- 剣道一本（1972年10月2日 - 12月25日）
- 魔人ハンター ミツルギ（1973年1月8日 - 3月26日）

ドラマ中断。この間は関西テレビ制作アニメ『ワンサくん』『ゼロテスター→ゼロテスター宇宙を守れ!』を放送。

### 第7期
- 名犬ラッシー（フジテレビ版）（1975年1月6日 - 1976年3月29日）▲

ドラマ中断。この間は子供向け音楽番組『あつまれ!ドレミッコ』、アニメ『ブロッカー軍団IVマシーンブラスター』『あしたへアタック!』『おれは鉄兵』『一球さん』を放送。

### 第8期
- ふしぎ犬トントン（1978年10月30日 - 1979年4月23日）
- メガロマン→炎の超人メガロマン（1979年5月7日 - 12月24日）

ドラマ中断。この間はクイズ番組『それいけ!実験クイズ』、アニメ『釣りキチ三平』を放送。

### 第9期
- セーラー服と機関銃（原田知世版）（1982年7月5日 - 9月20日）
- ねらわれた学園（原田知世版）（1982年10月11日 - 12月27日）
- さよなら三角（1983年1月10日 - 3月21日）
- エプロンおばさん（富士眞奈美版）（1983年4月4日 - 5月2日） - 月曜19:30より移動。終了後は『月曜ドラマランド』で不定期に放送。

ドラマ中断。この間はバラエティ番組（『もっとものまねショー』ほか）、アニメ（『チックンタックン』ほか）、スポーツ番組『女子プロレス』、1時間番組を放送。

### 第10期
- ほんとにあった怖い話（第2シリーズ）（2004年10月11日 - 2005年3月7日） - これのみ19:00 - 19:54。

## 参考資料
- キー局番組編成変遷表
- 毎日新聞縮刷版